# Felinar

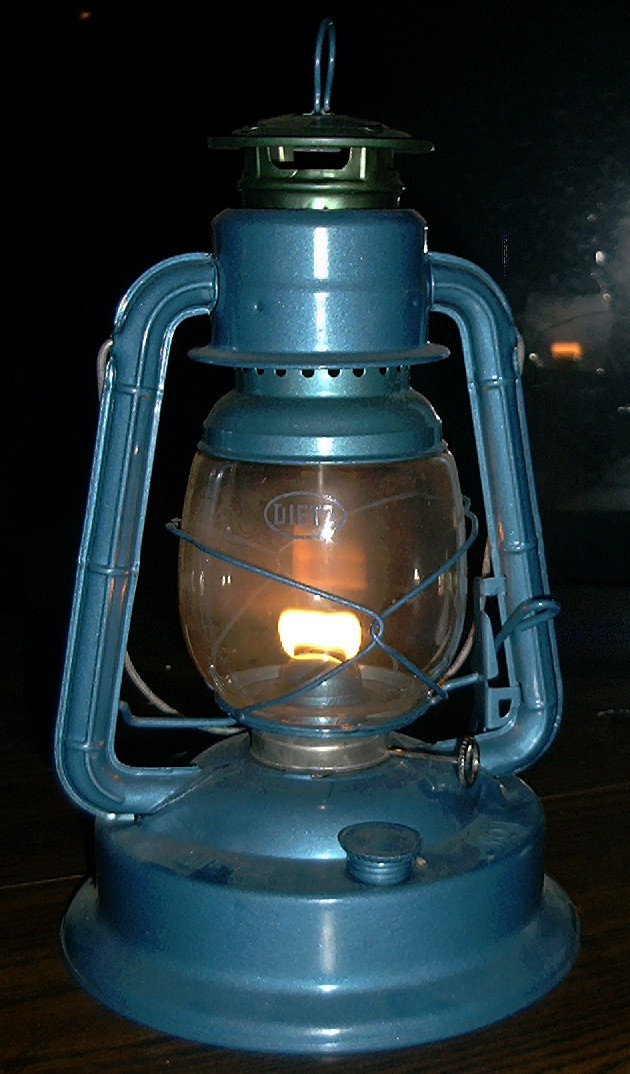
Felinar cu petrol

Felinarul este un dispozitiv pentru luminat, portativ sau fix, alimentat cu petrol și prevăzut cu un glob de sticlă ce adăpostește flacăra produsă de un fitil aprins.